# Поліхно (Радомщанський повіт)
Поліхно (пол. Polichno) — село в Польщі, у гміні Житно Радомщанського повіту Лодзинського воєводства.
Населення — 163 особи (2011).
У 1975-1998 роках село належало до Ченстоховського воєводства.

## Демографія
Демографічна структура станом на 31 березня 2011 року:
|          | Загалом | Допрацездатний вік | Працездатний вік | Постпрацездатний вік |
| -------- | ------- | ------------------ | ---------------- | -------------------- |
| Чоловіки | 77      | 4                  | 60               | 13                   |
| Жінки    | 86      | 15                 | 42               | 29                   |
| Разом    | 163     | 19                 | 102              | 42                   |